# SA-5 (Аполлон)

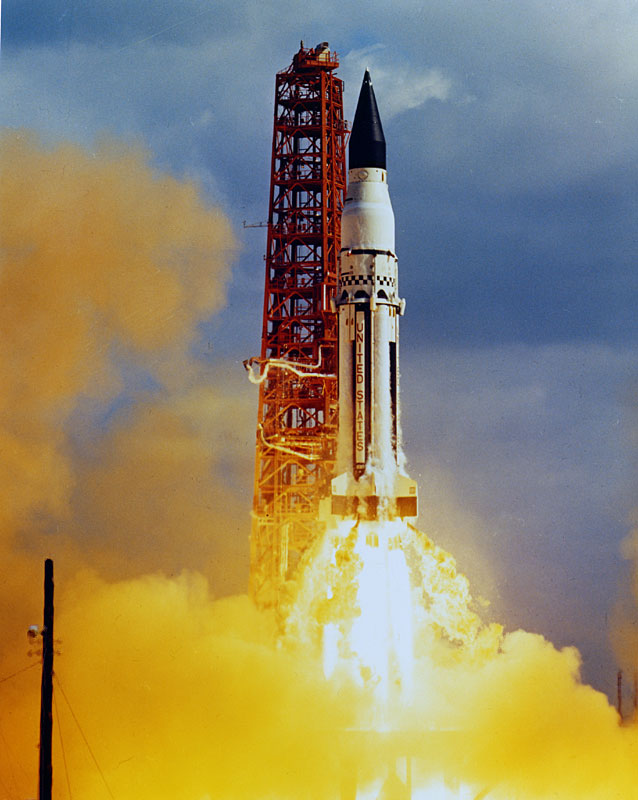
Старт SA-5

«SA-5» (англ. Saturn-Apollo 5, Сатурн-Аполлон-5) — п'ятий випробувальний політ ракети-носія Сатурн-1, здійснений за програмою Аполлон. Перший запуск двоступеневої ракети (блок 2).
Двоступенева ракета мала додаткові канали радіозв'язку. Налаштування і випробування системи майже удвічі збільшувало тривалість у порівнянні з ракетами попереднього блоку.
Найбільшою зміною у порівнянні з блоком 1 було додавання другого ступеня з водневим пальним.

## Підготовка
Ракету було встановлено у вертикальну позицію 11 жовтня. Для здійснення запуску 6 грудня необхідно було перейти на понад 16-тигодинний робочий день. 17 жовтня рішення було погоджено з фірмою-виробником.
11 жовтня було виявлено пошкоджений патрубок в гідравлічному приводі системи нахилу. 15 жовтня техніки замінили пошкоджену деталь — металевий циліндр довжиною 1 см. Згодом було виявлено подібні проблеми під час гідравлічних випробувань в Редстоун-Арсеналі.
22 жовтня окрема перевірка виявила понад 12 пошкоджених патрубків. Ці патрубки і з'єднані з ними трубопроводи було замінено впродовж наступних двох тижнів.
Пошкоджені патрубки і штормове попередження вплинули на рішення відкласти запуск на п'ять діб.
Замах на Президента США Джона Кеннеді 22 листопада уповільнив підготовку на три доби, однак за попередніми розрахунками очікувався наприкінці листопада.
26 листопада відбулась перевірка заправки кріогенних баків. Під вечір наприкінці перевірки рідкий водень почав витікати біля другого ступеня ракети, після чого відбувся вибух і спалахнула пожежа. Перевірка виявила причину загоряння — пошкоджений трубопровід для заправки воднем. Газоподібний водень витікав з пошкодженого трубопроводу до газовідвідного каналу. Імовірно причиною пошкодження трубопроводу стало просочування води до трубопроводу з наступним заморожуванням охолодженим воднем, що почав надходити до трубопроводу. Газ, що витік зібрався під металевим накриттям трубопроводу. Продування трубопроводу гелієм швидку зупинило поширення вогню. Обслуга звільнила баки від ракетного палива для ремонту наступного дня.
Пожежа змусила перенести кріогенне випробування на 6 грудня, перейти на семиденний робочий тиждень і відкласти запуск на тиждень.
10 грудня було виявлено чотири пошкоджені патрубки, 11 грудня було виявлено ще сім. Хоча 13 грудня відбулась успішна імітація польоту, запуск було перенесено на місяць. За цей час обслуга замінила усі патрубки у критично важливих пневматичних і гідравлічних системах. Причиною несправностей патрубків були зміни у термічній обробці у порівнянні з попередніми ракетами, від чого всередині металу утворилися порожнини, що зменшило строк служби патрубків. Було вилучено і відправлено на переробку 22 000 дефективних патрубків.
23 грудня під час імітації польоту перевірка роботи радіопередавачів і телеметричної системи виявила, що внаслідок інтерференції у відповідь на сигнал з наземної станції неочікувано увімкнулась команда на знищення. Було вирішено перевірити наявність інтерференції без башти обслуговування.
14 січня було прибрано башту обслуговування, але інтерференція залишилась. Було вирішено, що причиною може бути комунікаційна башта.
18 січня відбулось успішне випробування проходження радіосигналу, хоча причину інтерференції виявити не вдалося.
24 січня під час випробування двигунів на полігоні біля Сакраменто вибухнув ступінь S-IV, пошкодив тестовий майданчик і допоміжне обладнання. Після оцінки ситуації керівництво НАСА вирішило, що імовірність подібної ситуації під час запуску надзвичайно мала.
26 січня відбулись три зупинки зворотного відліку: на 3 хвилини для перевірки мережі, на 17 хвилин для перевірки батарей, на 27 хвилин для заміни акселерометра. Незабаром після заходу сонця було виявлено витік рідкого кисню зі ступеня S-IV, ремонт тривав 48 хвилин.
27 січня почалася заправка першого ступеня рідким киснем. Після швидкого заповнення баку рідким киснем на 93% було увімкнуто систему дозаправки для повільної заправки, щоб краще контролювати процес. Замість наповнення киснем почалося зменшення його об'єму. Після понад години пошуку причини було виявлено заглушку на лінії дозаправки, що залишилась на місці після попередньої перевірки високим тиском. Вимоги безпеки праці і проблеми з викидом у атмосферу завадили негайному вилученню заглушки. Було вирішено в наступних запусках позначати заглушки червоними прапорцями, подібно до позначень в електричній схемі. Запуск було перенесено на 29 січня.

## Політ
29 січня 1964, після однієї незапланованої зупинки відліку тривалістю 73 хвилини, спричиненої інтерференцією сигналу радара і команди на самознищення, відбувся успішний запуск, незважаючи на вітер швидкістю до 37 км/год і сильний дощ.
До висоти 1 км політ відстежувався дев'ятьма автоматичними і чотирма керованими камерами. Шість телескопів, обладнаних телекамерами і розташованих вздовж флоридського узбережжя і на Багамських островах, відстежували політ на висоті
Ракета була обладнана вісьмома кінокамерами з телевізійною системою для запису розділення ступенів і вмикання двигунів другого ступеня.
Розділення ступенів відбулося після 147,2 секунд польоту, на 6-ій секунді після вимикання двигунів першого ступеня. Перший ступінь і вісім кінокамер здійснили посадку за 800 км від місця запуску.
Двигуни другого ступеня увімкнулися на 8 хвилин і вивели на орбіту апарат масою 16,965 кг, встановивши рекорд з вантажопідйомності.